# Atlantis (ruimteschip)
Atlantis is een fictief ruimtevaartuig uit de televisieserie Stargate Atlantis. De makers van de serie gebruikten het verhaal van Atlantis uit de Griekse mythologie als uitgangspunt.
In het sciencefictionuniversum van Stargate Atlantis bestaan er zogenaamde stadschepen van de Ancients (Ouden). Een van deze schepen is Atlantis, de hoofdbasis van Stargate Operations op de planeet Lantea in het Pegasus-stelsel.

## Overzicht
Stadschepen zijn technologisch geavanceerde ruimteschepen gemaakt door de Ouden om hun grote bevolkingen te herbergen. Er zijn nog twee andere stadschepen gevonden, waarvan er een van de Ouden en een van de Asurans is.

## Geschiedenis
Wanneer de stadschepen precies gebouwd zijn is niet bekend maar waarschijnlijk werd Atlantis op de Aarde gebouwd nog voor de primitieve mens er rondliep. Toen de Ouden getroffen werden door een mysterieuze ziekte besloten ze om samen met Atlantis naar het Pegasus-stelsel te reizen en om daar leven uit te zaaien over de planeten. Ze lieten Âiyana, een Oude, achter samen met de uitpost van Atlantis zodat de Aarde in tijden van buitenaardse aanvallen verdedigd kon worden. In het Pegasus-stelsel zaaiden ze nieuw leven uit, maar op één wereld, waar menselijk leven werd gecreëerd, liep het mis: de Iratus Kever die deze planeet bewoonde begon zich te voeden met de mensen en na jaren van transformatie en evolutie ontstond een nieuw ras: de Wraith (Schimmen). De Wraith veroverden planeet na planeet tot alleen Atlantis overbleef. Een oorlog om Atlantis en nieuwe voedingsgronden begon. De oorlog duurde 100 jaar, toen besloten de Ouden om Atlantis te laten zinken zodat de Wraith er nooit bij zouden kunnen. Ze gingen terug naar de Aarde maar tot hun ongenoegen troffen ze er geen technologisch geavanceerd ras aan maar een primitief ras dat hun nooit zou kunnen vervangen. Ze zorgden voor gekruiste nakomelingen zodat hun technologie niet verloren ging en toen besloten ze om hun levens uit te leven en zich toe te spitsen op het Opstijgen.

## Ontdekking
De Tau'ri ontdekten de uitpost van Atlantis toen Jack O'Neill SG-1 naar Antarctica leidde. Daar gebruikte O'Neill zijn ATA-gen om de controlestoel te activeren om zo de Aarde te verdedigen tegen de vloot van Anubis. Na verder onderzoek van de uitpost ontdekten enkele wetenschappers waaronder Daniel Jackson een Stargate-adres van acht glyphs (tekens) wat duidde op een Stargate in een ander stelsel. Om de Stargate voldoende energie te leveren gebruikten ze de ZPM van de controlestoel. De Tau'ri hadden Atlantis maar stond op het punt van een onomkeerbare ramp.

## Einde van Atlantis?
Na het onderzoeken van de systemen en infrastructuur van Atlantis ontdekt Rodney McKay een rampzalig feit: de drie ZPM's die Atlantis van energie voorzagen zijn bijna leeg. De eerste twee ZPM's waren al leeg en derde bijna. Elizabeth Weir gaf het bevel aan een team om een veilige planeet te zoeken voordat het schild van Atlantis het begaf. John Sheppard en zijn team ontdekten de Athosians maar ook een nieuwe vijand: de Wraith. Kolonel Sumner en enkele andere Athosians werden gevangengenomen en Sheppard besloot om de Athosians ondanks het energiegebrek naar Atlantis te evacueren. Toen het schild het begaf kwamen de Athosians juist door de Stargate en herrees Atlantis naar de oppervlakte.

## De Stad
Atlantis is een immens groot complex in de vorm van een sneeuwvlok. Het heeft de grootte van Manhattan en bestaat uit zes pieren met lage gebouwen en een middenvlak waar wolkenkrabbers en de hoofdtoren van Atlantis staan. Transporters in bepaalde delen van de stad zorgen ervoor dat verre delen van Atlantis in een korte tijd bereikt kunnen worden.

## Ruimtes
- Embarkatie(Stargate)-kamer: Deze zaal bestaat uit twee niveaus. Eén waar de Stargate staat en één waar Stargate Operations gevestigd is. De embarkatiekamer bestaat uit een platform waar de stargate op staat met aan de overzijde van de stargate een trap die naar het subniveau van de zaal leidt. Daarnaast kan men nog via verschillende deuren langs het platform andere kamers bereiken die toegang bieden tot de gehele stad.
- Stargate Operations: Hier staan verschillende controlepanelen om alle functies van Atlantis in de gaten te houden. Van hieruit kan men onder meer de aandrijving, zuurstof, primaire functies, radars, en dergelijke controleren, aanpassen en zo nodig uitschakelen.
- Drone opslagplaats: Deze ruimte bevindt zich op de onderste verdiepingen van de stad. Hier worden alle Drones opgeslagen die dan gebruikt kunnen worden om met de controlestoel te vuren op vijandige ruimteschepen en/of personen.
- Controlestoel ruimte: hier staat de controlestoel die gebruikt wordt om de Drones met af te vuren. De stoel kan ook gebruikt worden om Atlantis te sturen als deze in de hyperruimte is.
- Sub-controle centrum: Van hieruit kunnen bepaalde functies zoals de stardrive (aandrijving) en de zuurstoftoevoer geregeld worden wanneer alle controlepanelen in Stargate Operations bezet zijn of wanneer het hoofdcontrolecentrum is overgenomen door vijandige troepen.
- ZPM kamer: Deze kamer bevat een driehoekige console waar drie ZPM's in passen. Rond de console staan twee controlepanelen om de ZPM's uit te schakelen, in te schakelen, enz.
- Puddle Jumper-hangar: Hier staan alle Puddle Jumpers opgeslagen tot hun volgende gebruik. In het midden van de hangar is er een grote sluis van waaruit Puddle Jumpers naar de Stargate vliegen. In het plafond zit ook een sluis waardoor Puddle Jumpers naar buiten kunnen vliegen. Er is een tweede hangar bekend die zich onderaan Atlantis bevindt, maar deze staat helemaal onder water en vastgezette deuren als veiligheidsmaatregel om buitenstaanders buiten te houden.
- Medische laboratoria: Atlantis herbergt grootschalige medische faciliteiten waar Ouden-technologie staat om mensen te genezen, speciale krachten te geven of om studies over Opstijging uit te voeren. Naast de laboratoria zijn er observatiekamers en ziekenkamers.
- Laboratoria: Atlantis heeft grote laboratoria die grote hoeveelheden technologie bevatten. Deze laboratoria zijn stuk voor stuk toegewijd aan een ander project; zo zijn er laboratoria die virussen bevatten, andere bevatten kunstmatige levensvormen die bedoeld waren voor Opstijging-studies.
- Gevangenis: De cellen bestaan uit rijen horizontale buizen die bij afsluiting een krachtveld genereren die door niets of niemand kan worden gepenetreerd. Net als de meeste Atlantis-schilden op lijkt deze schild-technologie veel op die van het hoofdschild van Atlantis.

## Technologie
- Transporters: De transporters die ingebouwd zijn in Atlantis dienen om het personeel van de expeditie naar de verre delen van de stad te sturen. De transporters hebben een gelijke functie als de ringtransporters. In Atlantis hebben de transporters een tweede functie: ze kunnen gebruikt worden als liften.
- Database: De database die deel uitmaakt van het mainframe bevat alle informatie en onderzoeken die de Ouden door de jaren heen vergaard hebben. Toen de expeditie voor het eerst in de hologramkamer kwam speelde een 3D-beeld opgenomen in het mainframe de geschiedenis van de Ouden in Pegasus-stelsel af.
- Verdediging: De primaire defensie van Atlantis is het afweerschild. Dit schild heeft de mogelijkheid om Atlantis voor duizenden jaren te beschermen tegen de druk van de oceaan. Een cloaking-generator kan aangesloten worden op het schild zodat Atlantis onzichtbaar wordt. Met genoeg ZPM's om het schild van energie te voorzien kan het schild uitgerekt worden totdat het 3/4 van de planeet Lantea beschermt. De Ouden gebruikten deze methode om het leven van verschillende soorten op de planeet te redden van een zonnevlam.
- Aanvallend vermogen: Atlantis beschikt over een enorme hoeveelheid dronewapens. Deze zijn zeer effectief en vernietigend en worden aangestuurd door de controlestoel. Ook de offensieve systemen hebben grote hoeveelheden energie nodig.
- Sensoren: Atlantis beschikt over verschillende sterke sensoren. Zo zijn er langeafstandssensoren, sensoren binnen de stad, biometrische sensoren. De langeafstandssensoren hebben de mogelijkheid om alle Wraith schepen die naar Atlantis komen te detecteren.
- Aandrijving: De stardrive is een immense motor die dient om ruimtereizen voor Atlantis mogelijk te maken. De originele stardrive van de Ouden nam slechts drie pieren van Atlantis in beslag. De vernieuwde versie van de Asurans neemt alle pieren in beslag. Deze aanpassingen werden gedaan toen de Asurans Atlantis overnamen en de overlevende Ouden vermoorden.
- Naast al deze technologie bevindt er zich nog veel meer onontdekte technologie in de Atlantis.